# Svínabeinstindur
Svínabeinstindur är en bergstopp i republiken Island. Den ligger i regionen Austurland, 300 km öster om huvudstaden Reykjavík. Toppen på Svínabeinstindur är 801 meter över havet.
Trakten runt Svínabeinstindur är nära nog obefolkad, med mindre än två invånare per kvadratkilometer. Det finns inga samhällen i närheten. Trakten runt Svínabeinstindur består i huvudsak av gräsmarker.